# Copelatus striaticollis
Copelatus striaticollis är en skalbaggsart som beskrevs av Lucas 1857. Copelatus striaticollis ingår i släktet Copelatus och familjen dykare. Inga underarter finns listade i Catalogue of Life.